# Margot Janse
Margot Janse, née en 1969 à Naarden, est une cheffe de cuisine néerlandaise, surtout connue pour son travail au restaurant Le Quartier Français à Franschhoek, en Afrique du Sud.

## Biographie
Née à Naarden en 1969, elle grandit à Bussum, entre Amsterdam et Utrecht, toujours aux Pays-Bas. En 1989, elle voyage en Afrique avec son petit ami sud-africain, un journaliste sud-africain anti-apartheid réfugié à Londres, à qui un emploi de reporter au Zimbabwe a été proposé. Ils vivent à Harare, et elle travaille comme serveuse. Elle se met aussi à faire des photographies. En 1990,  la transition commence entre le régime de l'apartheid et un régime démocratique multiethnique. Le couple se rend en Zambie, et rencontre des prisonniers politiques sud-africains récemment libérés, comme Ahmed Kathrada et Walter Sisulu, puis Nelson Mandela, il s'est également rendu en Zambie où Janse l'a rencontré,.
En avril 1990, le couple déménage en Afrique du Sud, à Johannesburg, après la fin de l'apartheid. Elle commence à travailler dans un restaurant italien Parktown North de Ciro Molinaro, de l'autre côté de la ville. Elle se sépare de son petit ami et s'installe au Cap, où elle travaille au Bay Hotel. En 1995, elle est engagée comme sous-chef au Quartier Français à Franschhoek. Puis elle est promue au poste de chef cuisinier. À l'époque, le restaurant était déjà primé et avait été nommé restaurant de l'année en Afrique du Sud,.
Elle s'inspire à la fois de traditions locales et de traditions européennes. Elle introduit les menus de dégustation et une salle de dégustation au sein du restaurant. En 2000, elle passe six mois au French Laundry sous la direction du chef Thomas Keller. Au cours de son séjour au Quartier Français, elle est désignée «chef de l'année Eat Out DStv» en 2002 et 2012. Le restaurant, cité régulièrement dans la liste des 10 meilleurs restaurants sud-africains, est nommé à huit reprises parmi The World's 50 Best Restaurants,. Elle crée un lieu pour des cours de cuisine. Elle conçoit un muffin ultra-nourrissant et complet à distribuer le matin, dans les écoles et, en 2009, elle fonde une association caritative, Isabelo, pour ces actions en faveur d'une meilleure alimentation des enfants.
Après 21 ans de présence au sein de cet établissement, elle quitte Le Quartier Français le 29 avril 2017, à la suite d'un changement de propriétaire,.